# Balthasar van der Ast

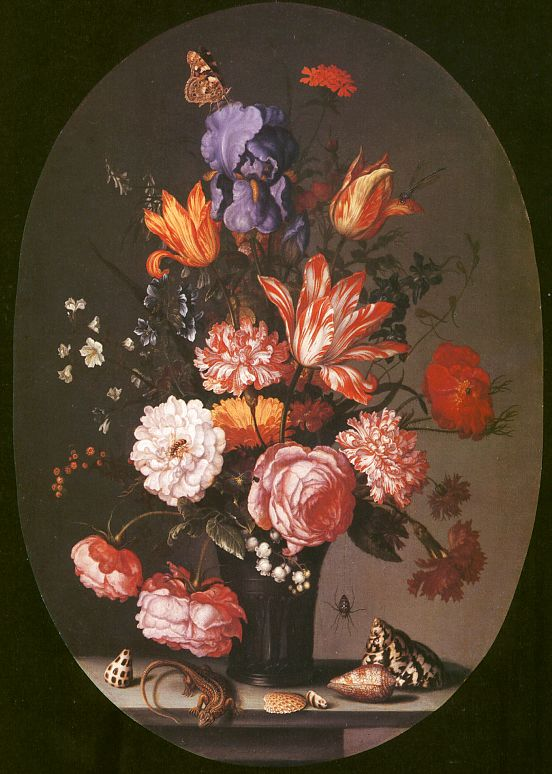
Blumenvase

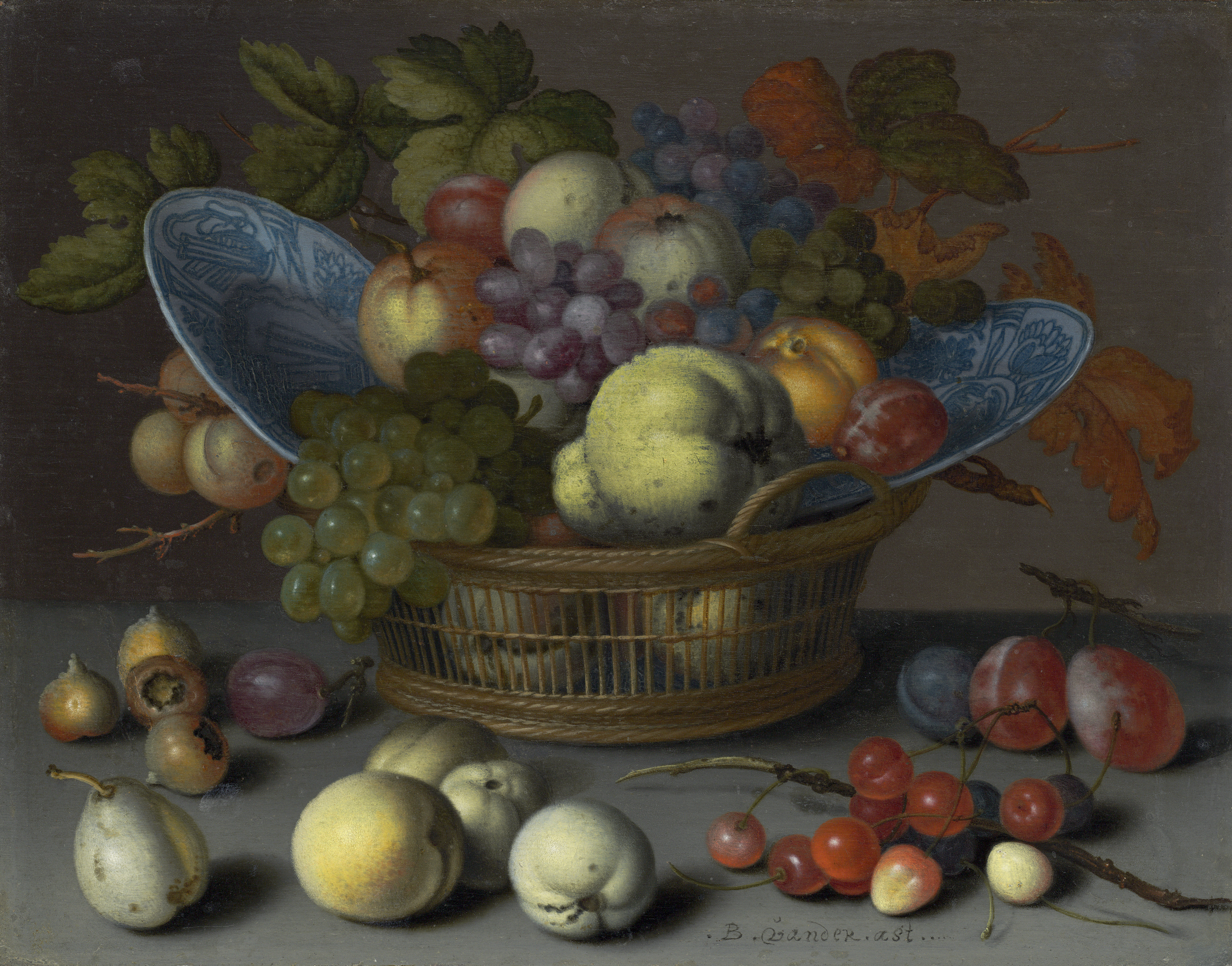
Obstkorb mit Chinesischen Schalen

Balthasar van der Ast (* 1593 oder 1594 in Middelburg, Niederlande; † 7. März 1657 in Delft) war ein niederländischer Maler von Stillleben.

## Leben
Als sein Vater Hans als wohlhabender Witwer im Jahr 1609 starb, zog Balthasar van der Ast zu seiner älteren Schwester Maria, die mit dem Blumen-Maler Ambrosius Bosschaert dem Älteren (1573–1621) verheiratet war. In den frühen Werken van der Asts ist der Einfluss Bosschaerts deutlich zu spüren.
Spätestens ab dem Jahr 1619 lebte er in Utrecht, wo er in die Lukasgilde aufgenommen wurde. Es wird vermutet, dass Jan Davidsz de Heem (1606–1683/1684) sein Schüler war.
Ab dem Jahr 1632 lebte Balthasar van der Ast in Delft und heiratete dort im Jahr 1633 Margrieta Jans van Bueren. Das Paar hatte zwei Töchter namens Maria und Helena.
Er starb in Delft im Dezember des Jahres 1657 und wurde dort in der Oude Kerk, der „alten Kirche“, begraben.

## Werk
Balthasar van der Ast spezialisierte sich in seiner Malerei vor allem auf die Abbildung von Blumen, Früchten und Schneckengehäusen, die er auf meist kleinformatigen Bildern darstellte. Belebt werden seine Bildkompositionen häufig durch Insekten, zum Teil auch durch Eidechsen.
Die zu seiner Zeit begehrten Chinesischen Schalen, die durch den aufblühenden Handel mit Ostasien in den Besitz wohlhabender Niederländer gelangten, malte er mit großer Sorgfalt und Detailtreue (siehe Bilder).
Die Insekten, die Käfer, die Fliegen und anderes Kleingetier haben zum Teil symbolische Funktion. So deutet der zarte Schmetterling die schnelle Vergänglichkeit der Blüten an, während andere Insekten auf die Verderblichkeit des Obstes verweisen sollen.
Bei seinen Blumengemälden hielt sich van der Ast nicht immer an die Jahreszeiten: So hat er verschiedentlich Blumen gemeinsam auf einem Bild dargestellt, die nicht zur selben Zeit blühen.

## Trivia

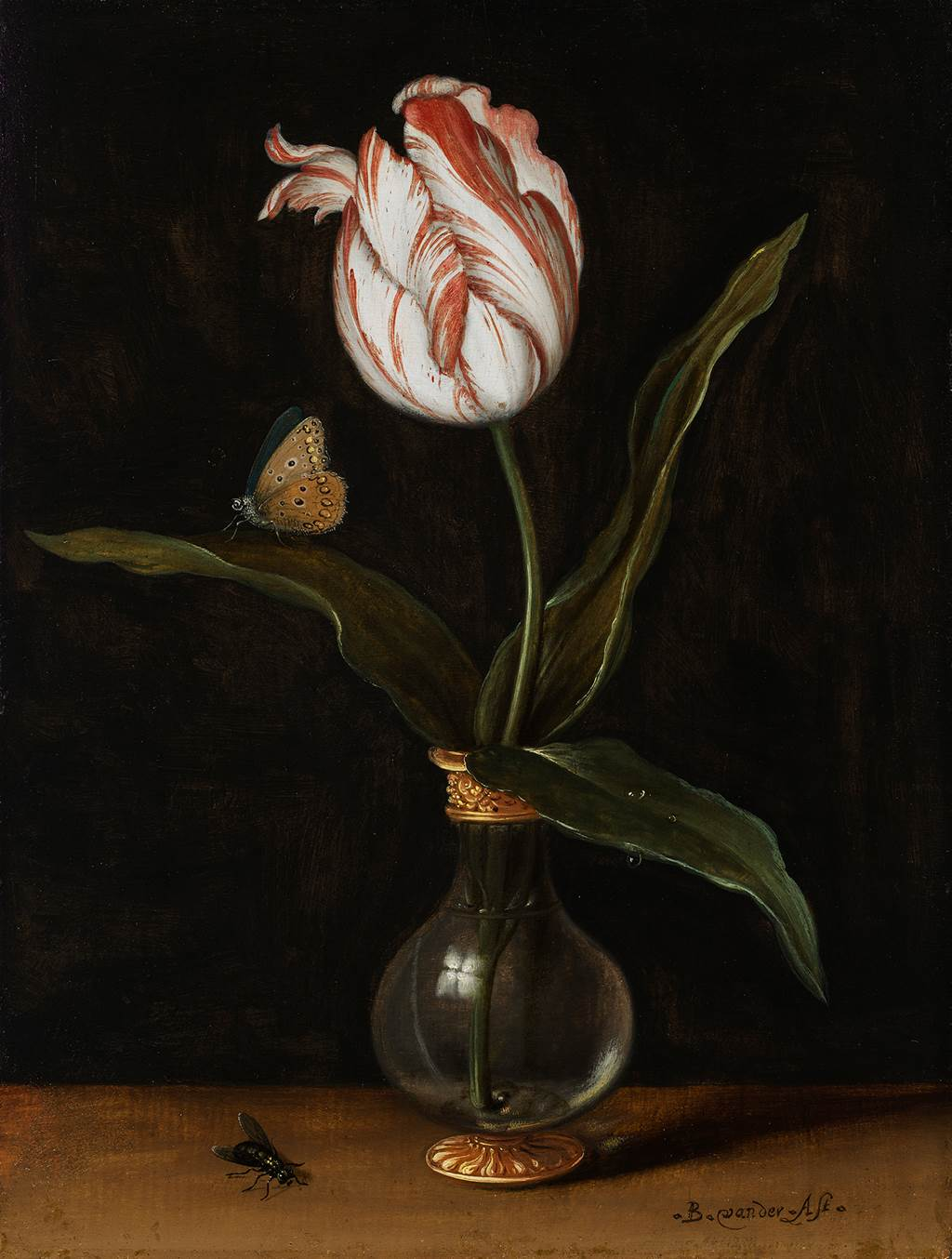
Mauritshuis:Einzelne Tulpe in einer Vase (ca. 1625)

Im Januar 2016 wurde bekannt, dass ein seit Jahrzehnten verschollenes Gemälde des Malers in einem Privathaushalt in Bonn zufällig wiederentdeckt wurde. Das Stillleben mit Tulpe, Schmetterling und Fliege aus dem Jahr 1625 trägt den Titel Tulpe Sommerschön und galt seit Mitte der 1980er Jahre nach einer Ausstellung in Münster als verschollen. Der Bonner Kunstagent Christian-Frederik Plötz und die Bornheimer Juwelierin Susanne Steiger entdeckten während einer Schätzung im Hause eines Kunden das Bild.
Das Meisterwerk wurde vom 10. März 2016 bis zum 5. Juni 2016 als Herzstück der Ausstellung „Schöner als die Wirklichkeit“ im Aachener Suermondt-Ludwig-Museum präsentiert, und vom 2. Juli bis zum 3. Oktober 2016 in Gotha im Herzoglichen Museum Gotha (Stiftung Schloss Friedenstein). Ende 2016 erhielt das Gemälde im Auktionshaus Christie’s in London den Zuschlag für einen Kaufpreis von EUR 785.000.
2017 kehrte ein 4 Millionen Dollar wertvolles, im Zweiten Weltkrieg gestohlenes Gemälde von Balthasar van der Ast ins Suermondt-Ludwig-Museum zurück. Es handelt sich um das Bild Blumen in einer Wanli-Vase aus der Zeit um 1625 bis 1630.